# Aphanocephalus leleupi
Aphanocephalus leleupi is een keversoort uit de familie Discolomatidae. De wetenschappelijke naam van de soort is voor het eerst geldig gepubliceerd in 1964 door John.